# معدود
در دستور زبان، مَعدود یا شمرده واژه‌ای است که عدد بر شماره آن دلالت می‌کند. به عبارت دیگر، آن چیزی که مورد شمارش قرار گرفته معدود است. برای نمونه در: «پنج کتاب» و «چهار صندلی»، پنج و چهار عدد و کتاب و صندلی معدود هستند.
در فارسی جای معدود معمولاً بعد از عدد است مانند سه کودک، چهار خانه، پنج خیابان.
در قدیم گاه به ویژه در اشعار عدد پس از معدود هم آمده مانند:
بسی رنج بردم درین سال سی - عجم زنده کردم بدین پارسی
البته معمولاً در بیشتر مواردی که معدود جلوتر از عدد آورده شده، به معدود یک یاء نکره افزوده شده‌است. نمونه از نظامی:
بگرفت عصا چو ناتوانان - برداشت تنی دو از جوانان
امکان دارد که میان شمار و شمرده با آمدن واژه‌هایی فاصله بیفتد. نمونه از سعدی:
پسر چون ز ده برگذشتش سنین - ز نامحرمان گو فراتر نشین
در فارسی معدود اعداد اصلی در حال عادی برخلاف زبان‌های اروپایی با عدد همخوانی ندارد مانند «هفت مداد»، «چهار دانشجو» و نه «هفت مدادها» و «چهار دانشجوها».